# Fuerza Aérea Nacional de Angola
La Fuerza Aérea Nacional de Angola (en portugués: Força Aérea Nacional de Angola, abreviada como FANA) es la rama aérea de las Fuerzas Armadas de Angola. Con un inventario de más de 300 aviones, FANA es (en papel) una de las fuerzas aéreas más grandes de África.

## Aeronaves

### Inventario actual

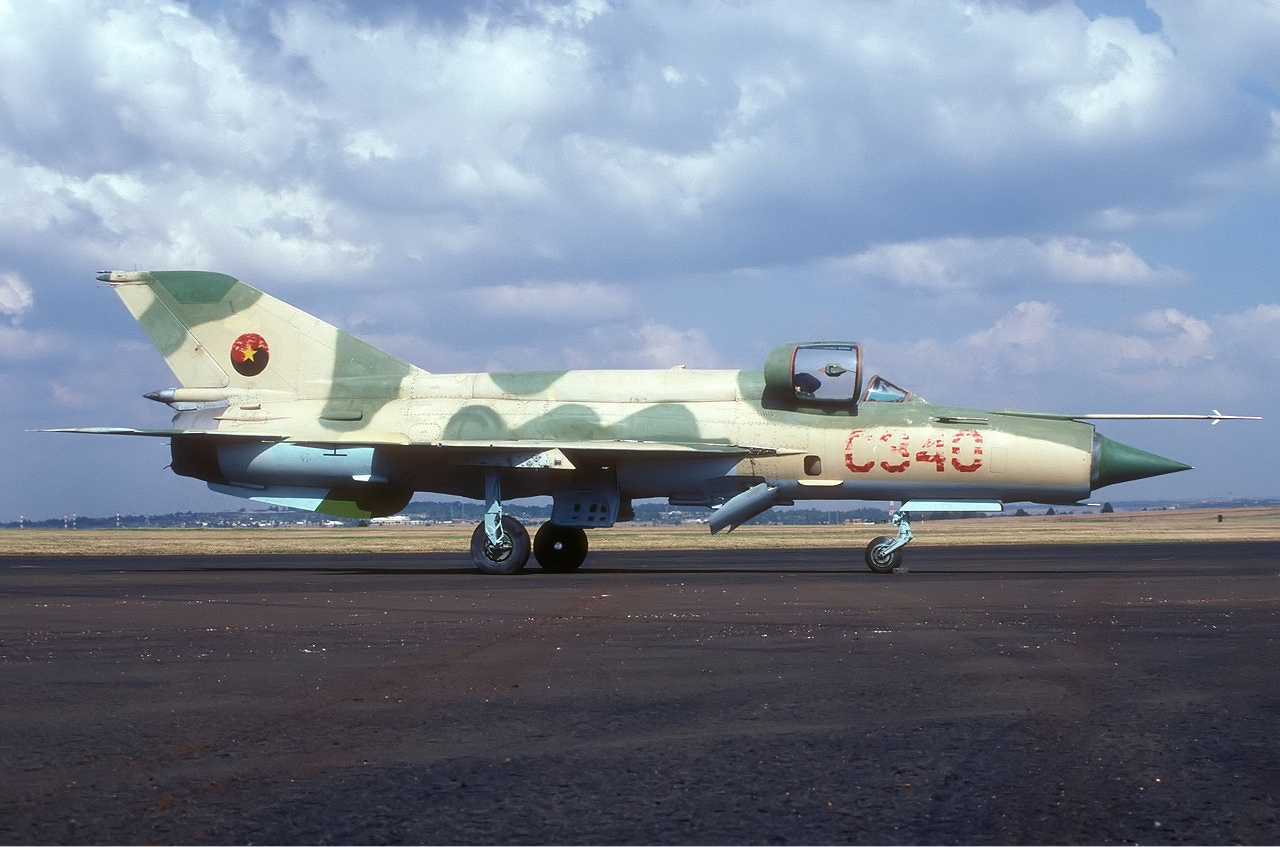
MiG-21bis

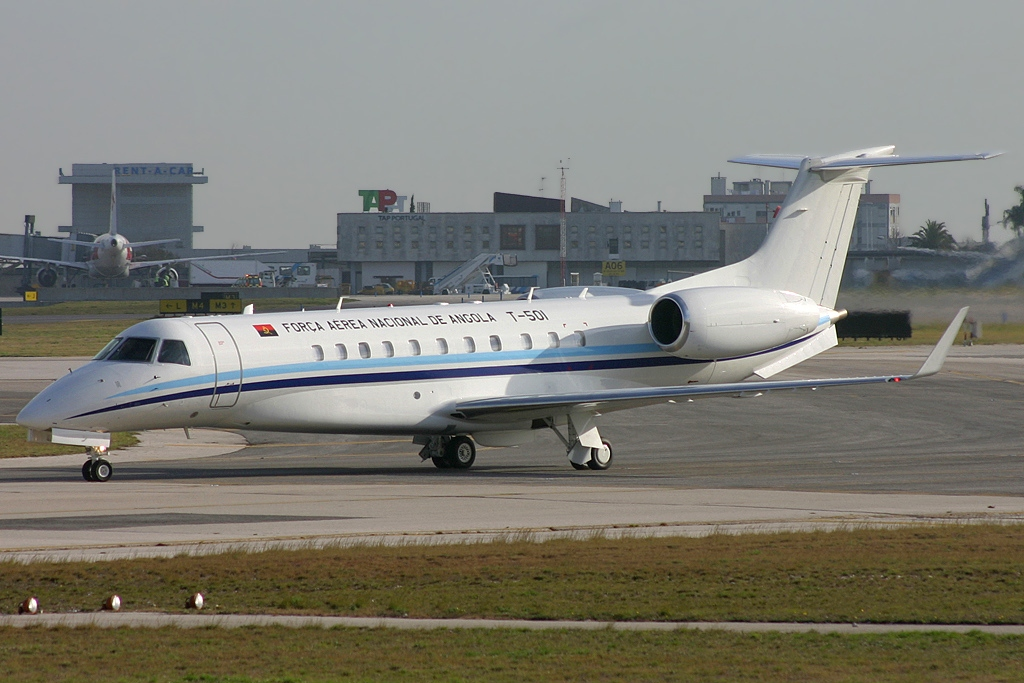
Embraer ERJ-135BJ Legacy

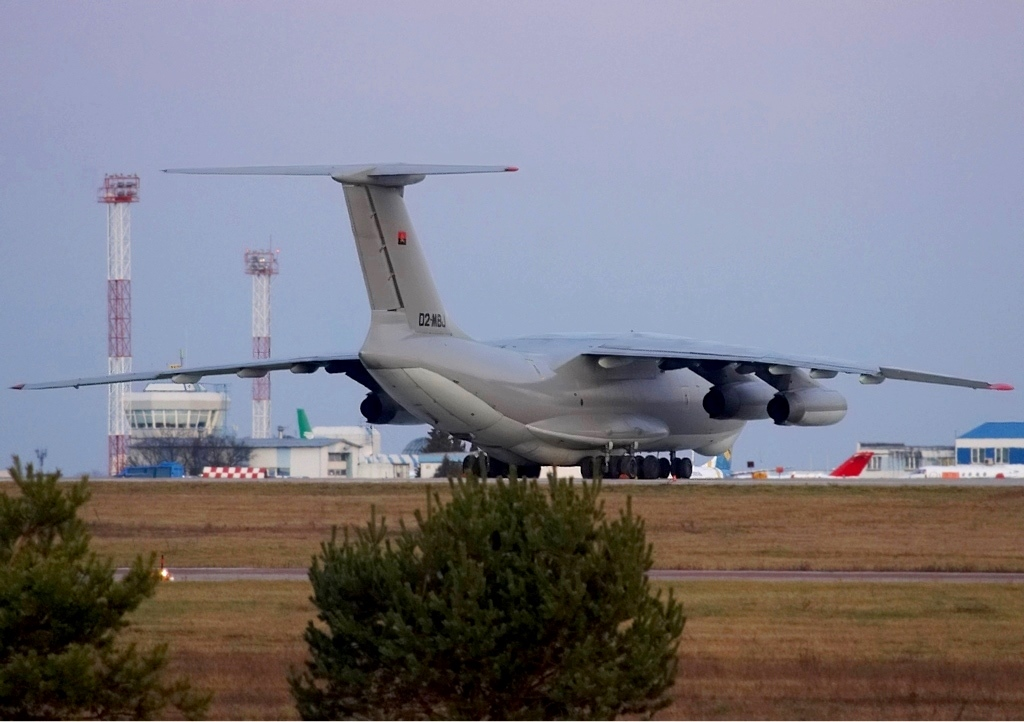
Ilyushin Il-76

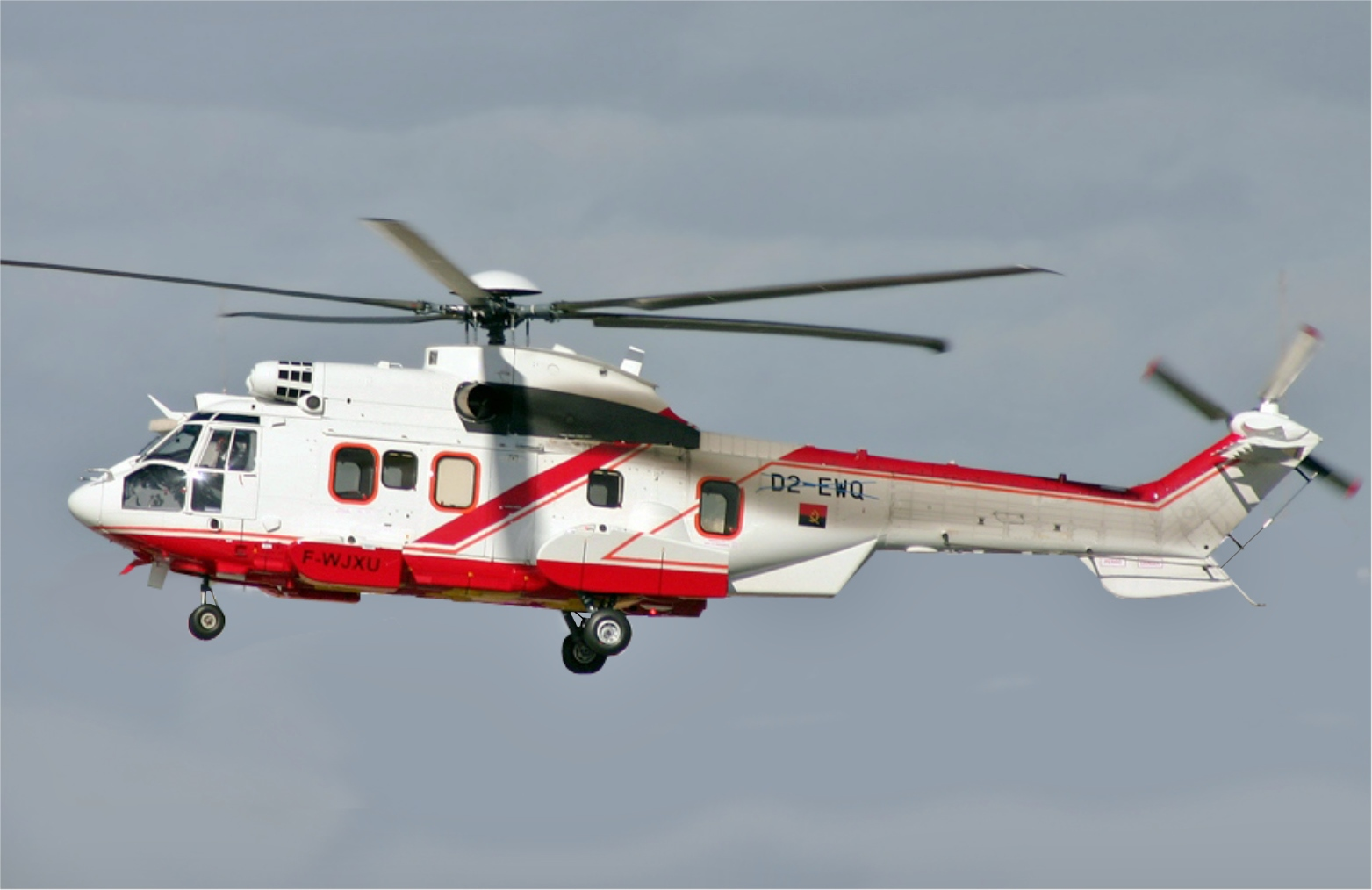
Eurocopter AS 332L2 Super Puma

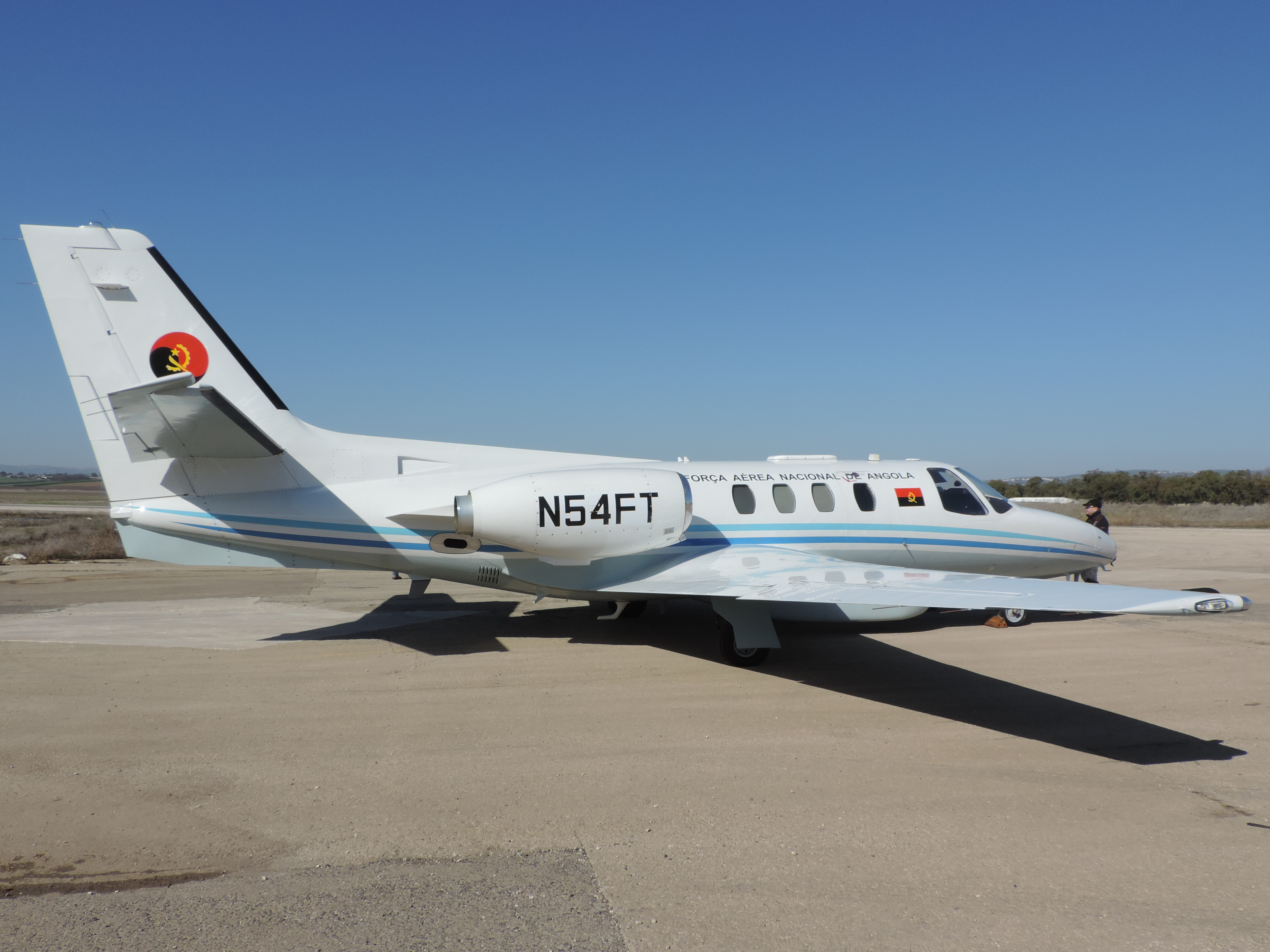
Cessna 501

| Aeronave             | Fabricación          | Tipo                  | Variantes            | En servicio          | Notas                                                 |                      |
| Aeronaves de combate | Aeronaves de combate | Aeronaves de combate  | Aeronaves de combate | Aeronaves de combate | Aeronaves de combate                                  | Aeronaves de combate |
| -------------------- | -------------------- | --------------------- | -------------------- | -------------------- | ----------------------------------------------------- | -------------------- |
| MiG-21               | Unión Soviética      | caza                  | MiG21bis             | 23                   |                                                       |                      |
| MiG-23               | Unión Soviética      | caza                  |                      | 22                   | Algunos suministrados por Bielorrusia en 1999         |                      |
| Sukhoi Su-22         | Unión Soviética      | cazabombardero        |                      | 14                   | Algunos suministrados por Bielorrusia en 1999         |                      |
| Sukhoi Su-25         | Unión Soviética      | ataque a tierra       |                      | 12                   |                                                       |                      |
| Sukhoi Su-27         | Rusia                | caza                  |                      | 1                    |                                                       |                      |
| Sukhoi Su-30         | Rusia                | caza                  | Su-30K               | 12                   |                                                       |                      |
| Embraer EMB-314      | Brasil               | COIN                  |                      | 6                    |                                                       |                      |
| Patrulla marítima    |                      |                       |                      |                      |                                                       |                      |
| CASA C-212           | España               | patrulla              |                      | 4                    |                                                       |                      |
| Cessna Citation      | / Israel             | patrulla              | 501                  | 1                    | Equipado con un radar AESA y sensores electro-ópticos |                      |
| Transporte           |                      |                       |                      |                      |                                                       |                      |
| Embraer ERJ-135      | Brasil               | VIP                   |                      | 1                    |                                                       |                      |
| Yakovlev Yak-40      | Unión Soviética      | VIP                   |                      | 1                    |                                                       |                      |
| Antonov An-12        | / Ucrania            | transporte pesado     |                      | 10                   |                                                       |                      |
| Antonov An-26        | / Ucrania            | transporte            |                      | 1                    |                                                       |                      |
| Antonov An-32        | / Ucrania            | transporte            |                      | 7                    |                                                       |                      |
| Antonov An-74        | / Ucrania            | transporte pesado     |                      | 7                    |                                                       |                      |
| CASA C-212           | España               | transporte utilitario |                      | 2                    |                                                       |                      |
| Dornier Do 28        | Alemania             | utilitario            |                      | 1                    |                                                       |                      |
| Ilyushin Il-76       | Rusia                | transporte pesado     |                      | 8                    |                                                       |                      |
| Helicópteros         |                      |                       |                      |                      |                                                       |                      |
| Bell 212             | Estados Unidos       | utilitario            |                      | 9                    |                                                       |                      |
| Mil Mi-8             | / Rusia              | utility               | Mi-8/17/171          | 66                   |                                                       |                      |
| Mil Mi-24            | / Rusia              | ataque                | Mi-24/35             | 15                   |                                                       |                      |
| Alouette III         | Francia              | utilitario ligero     |                      | 20                   |                                                       |                      |
| Aérospatiale Gazelle | Francia              | explorador            |                      | 8                    |                                                       |                      |
| AgustaWestland AW109 | Italia               | utilitario ligero     |                      |                      | 6 pedidos                                             |                      |
| AgustaWestland AW139 | Italia               | SAR/utilitario        |                      |                      | 2 pedidos                                             |                      |
| Entrenadores         |                      |                       |                      |                      |                                                       |                      |
| Aero L-29            | República Checa      | entrenador a reacción |                      | 6                    |                                                       |                      |
| Aero L-39            | República Checa      | entrenador a reacción |                      | 3                    |                                                       |                      |
| Pilatus PC-7         | Suiza                | entrenador básico     |                      | 5                    |                                                       |                      |
| Pilatus PC-9         | Suiza                | entrenador            |                      | 4                    |                                                       |                      |
| Embraer EMB-312      | Brasil               | entrenador            |                      | 13                   | 6 aviones comprados a Perú                            |                      |

## Accidentes e incidentes
El 14 de septiembre de 2011, un Embraer EMB 120 Brasilia, operado por la Fuerza Aérea Angoleña, se estrelló justo después del despegue del aeropuerto Albano Machado, y matando a 11 oficiales del ejército (incluidos tres generales) y seis civiles.